# Agrestio

La península ibérica entre el 430 y 455

Agrestio fue obispo de Lugo, en el reino suevo, en el siglo V. 
La primera mención histórica sobre este prelado es la que su contemporáneo el obispo Hidacio incluyó en su "Cronicón", donde relata lacónicamente que en el año 433 «En el convento lucense son ordenados obispos Pastor y Siagrio, contra la voluntad de Agrestio, obispo de Lugo». 
Se ha especulado con la posibilidad de que la consagración no se ajustase a los cánones, que Pastor y Siagrio fueran priscilianistas o que fueran ortodoxos y sus diferencias con Agrestio estuvieran motivadas por ser este partidario de la coexistencia con los priscilianistas.
También consta la asistencia de Agrestio al concilio celebrado en Orange el año 441. 
Se le supone autor de un poema titulado "De fide", dirigido al emperador Avito.